# Desa Kedungpengaron (administrativ by i Indonesien, lat -7,22, long 112,11)
Desa Kedungpengaron är en administrativ by i Indonesien.   Den ligger i provinsen Jawa Timur, i den västra delen av landet, 600 km öster om huvudstaden Jakarta.